# Orzesze
Orzesze is een stad in het Poolse woiwodschap Silezië, gelegen in de powiat Mikołowski. De oppervlakte bedraagt 82,89 km², het inwonertal 18.674 (2005).

## Verkeer en vervoer
- Station Orzesze
- Station Orzesze Miasto
- Station Orzesze Zawada